# Holoaden
Holoaden és un gènere d'amfibis de la família Craugastoridae endèmic del sud-est del Brasil.

## Taxonomia
- Holoaden bradei (Lutz, 1958)
- Holoaden luederwaldti (Miranda-Ribeiro, 1920)